# Pietra Zanata

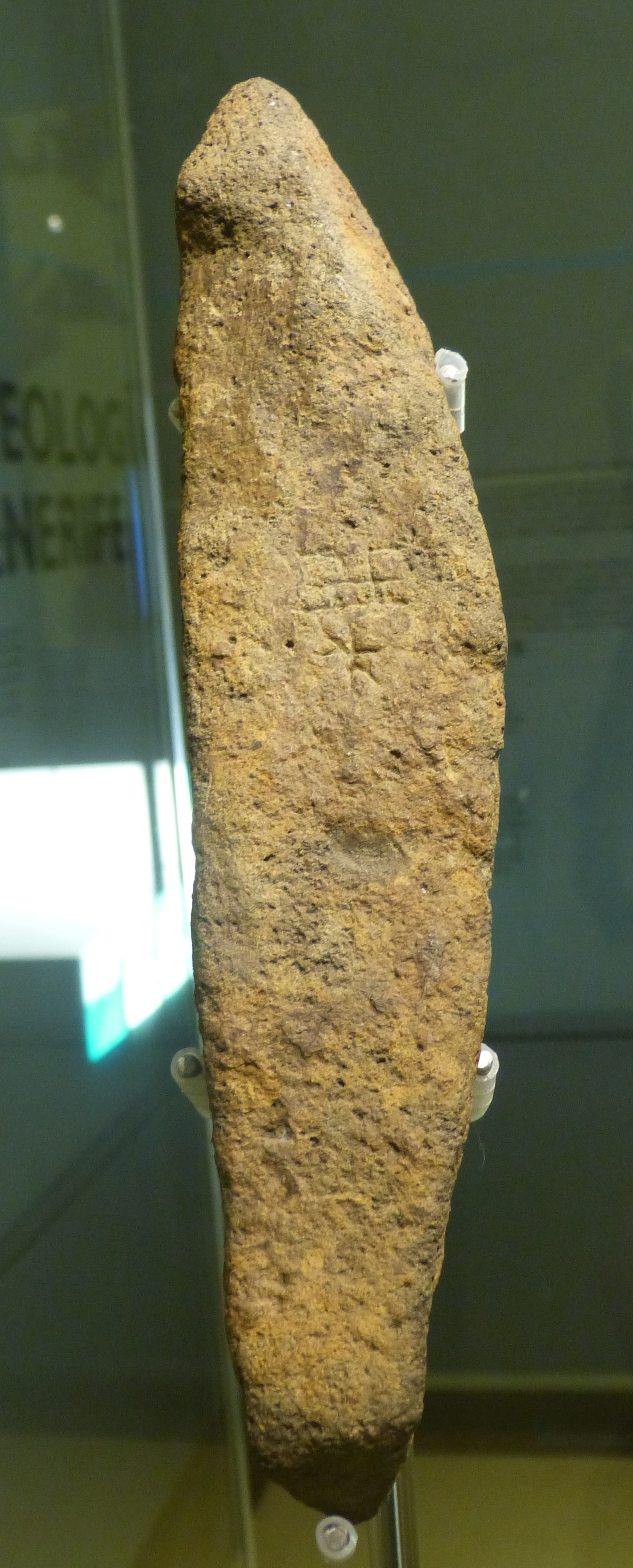
Pietra Zanata, Museo de la Naturaleza y el Hombre (Santa Cruz de Tenerife).

Pietra Zanata è una piccola pietra con forma allungata con iscrizioni di presunte  origini Guanci, gli antichi aborigeni delle Isole Canarie. 
L'appellativo Zanata gli deriva dal nome di una etnia nordafricana del gruppo dei Berberi.
La roccia è stata trovata su una montagna nel nord dell'isola di Tenerife, nel comune di El Tanque. Sulla sua superficie appaiono iscrizioni Tifinagh, per le quali la pietra era legata alle pratiche religiose degli aborigeni. La pietra è ora nel Museo de la Naturaleza y el Hombre nella città di Santa Cruz de Tenerife. La pietra è datata tra i secoli V AC e secoli VII DC.